# Luka Petričević
Luka Petričević (Podgorica, Montenegro, 6 de julio de 1992), futbolista montenegrino. Juega de defensa y su actual equipo es el PAOK FC de la Superliga de Grecia. 

## Selección nacional
Ha sido internacional con la Selección de fútbol de Montenegro Sub-20.

## Clubes
| Club    | País   | Año   |
| ------- | ------ | ----- |
| PAOK FC | Grecia | 2011- |